# وادي طلال
وادي طلال أحد أودية منطقة القصيم وسط المملكة العربية السعودية. يُعد الوادي أحد الروافد المهمة لوادي الجرير.

## الوصف
هو ارفد عظيم يرفد وادي الجرير من جهة الغرب٬ إذ يجمع سيوله من مساحة واسعة عبر رافده وادي الحسو وروافد أخرى قادمة من الجنوب من جبال توبان (يبلغ ارتفاعه 1.055م)٬ ثم يتجه الوادي نحو الشمال الشرقي٬ ويمر من عند قرية طلال٬ ثم يتجه شرقًا٬ ثم شمال شرق٬ حتى يتصل بوادي الجرير عند قرية الرضم.